# Кузьмина, Елена Ефимовна
Еле́на Ефи́мовна Кузьмина́ (13 апреля 1931, Москва — 17 октября 2013, там же) — советский и российский археолог и культуролог, специалист по индоиранской проблематике, доисторическим степным миграциям, культурологии, музееведению. Главный научный сотрудник Сектора прикладной культурологии и культурной политики Российского института культурологии.
Действительный член общественной организации Российской академии естественных наук (1998), доктор исторических наук, заслуженный деятель науки Российской Федерации (2002).

## Биография
Елена Кузьмина родилась в семье потомственных московских интеллигентов. Окончила школу № 613 в Москве с золотой медалью в 1949 году. В этом же году поступила на Кафедру археологии исторического факультета МГУ.
В 1954—1957 годы — в аспирантуре Института истории материальной культуры (позже — Институт археологии). С 1957 по 1986 годы работала научным, затем старшим научным сотрудником, начальником экспедиции в Институте археологии АН СССР.
В 1964 году защитила кандидатскую диссертацию «Развитие производства металлических изделий в Средней Азии в эпоху энеолита и бронзы».
В 1988 году была защищена докторская диссертация «Материальная культура племён андроновской общности и происхождение индоиранцев».
Елена Ефимовна считала своим главным учителем выдающегося востоковеда М. М. Дьяконова (1907—1954).

## Научная деятельность
Проводила археологические раскопки на Южном Урале и Казахстане, открыв более 100 памятников и раскопав более 40 поселений и могильников эпохи бронзы.
С 1986 года работала в РИК сначала заведующей отдела музееведения, а потом главным научным сотрудником. Участвовала в экспедициях ЮНЕСКО в Индии и Шри-Ланке, читала лекции в зарубежных университетах (Париж, Лондон, Кембридж, Оксфорд, Берлин, Франкфурт, Неаполь, Гарвард, Лос-Анджелес, Стенфорд, Беркли, Коломбо, Дели и др.), а также в университетах и музеях России, Казахстана, Киргизии, Узбекистана, Таджикистана.
Имеет более 300 научных публикаций, в том числе 14 монографий. Книга «The Origin of the Indo-Iranians» (Leiden, Boston : Brill, 2007) получила Международную премию и фирман за лучшую книгу года по истории Ирана.
Сфера научных интересов: археология бронзового века степей Евразии и Средней Азии, культурные связи с Китаем, этногенез индо-иранских народов, мифология и семантика искусства бактрийцев и сако-скифов, историк культуры, культуролог, современные этнокультурные процессы, музеефикация и охрана памятников культуры.

## Международные ассоциации
Член-корреспондент Германского археологического института (Берлин), действительный член Европейского общества иранологов (Рим) и Ассоциации археологии Южной Азии (Лондон), президент музейной комиссии Ассоциации ориенталистов России; эксперт Центральноазиатской комиссии ЮНЕСКО по приданию статуса памятника Всемирного наследия.

## Критика
Монография Е. Е. Кузьминой об индо-иранской атрибуции андроновской археологической культуры, переведённая на английский язык, вызвала серьёзную критику на Западе. Из-за тенденции тотальной «индо-иранизации» андроновской и др. культур эпохи бронзы без предоставления единого убедительного факта, это исследование было обвинено в политической, националистической мотивации и даже, содержащим расистскую подоплёку.

## Награды и звания
- Заслуженный деятель науки Российской Федерации (31 января 2002) — за заслуги в научной деятельности и подготовку высококвалифицированных специалистов[5]
- Орден Дружбы (9 января 2012) — за большие заслуги в развитии отечественной культуры и искусства, многолетнюю плодотворную деятельность[6]

## Основные работы
- Кузьмина, Е. Е. Предыстория Великого шёлкового пути / Федерал. агентство по культуре и кинематографии, Рос. ин-т культурологии. — М : РИК : URSS, 2009.
- Кузьмина, Е. Е. Классификация и периодизация памятников андроновской культуры. — Актобе, 2008.
- Кузьмина, Е. Е. Арии — путь на юг / Рос. ин-т культурологии. — М.: Летний сад., 2008.
- Kuzmina, E. The Prehistory of the Silk Road. — Phyladelphia, 2008.
- Kuzmina, E. The Origin of the Indo-Iranians. — Leiden, Boston : «Brill», 2007.
- Кузьмина, Е. Е. Мифология и искусство скифов и бактрийцев : (культурологические очерки)=Mythology and art of Scythians and Bactrians : (essays on cultural history) / М-во культуры РФ, Рос. ин-т культурологии. — М., 2002.
- Kuzmina E. Tradition Andronovo. World Internet Encyclopedia of Prehistory. — Chicago, 2001.
- Кузьмина, Е. Е. Откуда пришли индоарии? : материальная культура племен андроновской общности и происхождение индоиранцев / Рос. акад. наук ; М-во культуры РФ, Рос. ин-т культурологии. — М. : Наука, Вост. лит., 1994. — 464 с. : ил., карт. — Библиогр.: с. 281—359. — Рез. англ.
- Кузьмина, Е. Е. Национальная культурная политика Великобритании и музей : пособие для аспирантов / М-во культуры РФ, Рос. ин-т культурологии. — М., 1992. — 63 с. : ил. — (Этнология и проблемы культурного проектирования).
- Кузьмина, Е. Е. Древнейшие скотоводы от Урала до Тянь-Шаня / ред. В. И. Мокрынин. — Фрунзе : Илим, 1986. — 134 с.
- Кузьмина, Е. Е. Происхождение индоиранцев в свете новейших археологических открытий / Е. Е. Кузьмина, К. Ф. Смирнов ; АН СССР, Ин-т археологии; ред. Н. Я. Мерперт. — М. : Наука, 1977. — 83 с.
- Кузьмина, Е. Е. В стране Кавата и Афрасиаба / ред. К. Ф. Смирнов. — М. : Наука, 1977. — 144 с. — (Из истории мировой культуры).
- Кузьмина, Е. Е. Андроновская культура. Вып. 1. Памятники западных областей / Е. Е. Кузьмина и др. ; АН СССР. Ин-т археологии. — М. ; Л. : Наука, 1966. — (Археология СССР: свод археологических источников; вып. В3-2).
- Кузьмина, Е. Е. Металлические изделия энеолита и бронзового века Средней Азии / АН СССР. Ин-т археологии; ред. В. И. Мошинская. — М. ; Л. : Наука, 1966. — (Археология СССР: свод археологических источников; вып. В4-9).